# Drážovce
Drážovce (maďarsky Darázsi) jsou obec v okrese Krupina v Banskobystrickém kraji na Slovensku. Žije zde 119 obyvatel.
První písemná zmínka o obci pochází z roku 1135. V obci se nachází šindelem pokrytý evangelický kostel z roku 1843. Vedle něj stojí dřevěná zvonice ze stejného období.